# Paolo Maldini
Paolo Cesare Maldini, italijanski nogometaš, * 26. junij 1968, Milano, Italija.
Za člansko ekipo A.C. Milana je prvič zaigral pri šestnajstih letih v sezoni 1984/85 in v klubu ostal do upokojitve leta 2009. Prvo tekmo je odigral proti Udineseju. Igral je na mestih centralnega in levega bočnega branilca. V 25. letih je za klub odigral 647 tekem in dosegel 29 golov. V svoji dolgi karieri je s klubom osvojil praktično vse - 7 zmag v prvenstvu Serie A, 5 zmag v Ligi prvakov pod okriljem UEFA, en pokal Italije, petkrat italijanski superpokal, petkrat UEFA super pokal, dvakrat kontinentalni pokal in eno zmago na Svetovnem klubskem prvenstvu FIFA.
Maldini je za italijansko reprezentanco igral od leta 1988 do 2002. Reprezentančni krst je doživel 31. marca 1988 na prijateljski tekmi proti Jugoslaviji. Odigral je 126 tekem, kar je rekord v reprezentanci, ter dosegel 7 golov. Kapetan reprezentance je bil od leta 1994 do 2002.
Tudi njegov oče Cesare je bil nogometaš.